# Visbek
Visbek é um município da Alemanha localizado no distrito de Vechta, estado da Baixa Saxônia.